# World Open (snooker)
Il World Open è un torneo di snooker valevole per il Ranking che si disputa dal 2010 e dal 2012 in Cina.

## Storia
Il World Open ha preso il posto del Grand Prix a partire dal 2010. L'edizione è stata disputata a Glasgow in Scozia, vecchia sede del Grand Prix nel 2008 e nel 2009 ed è stata vinta dall'australiano Neil Robertson vincitore anche nell'anno precedente.
Il torneo è tornato nel 2012 ad Haikou in Cina, mentre dal 2016 il World Open si disputa a Yushan.
Nel 2019 Judd Trump ottiene il primo successo battendo Thepchaiya Un-Nooh per 10-5.

## Albo d'oro
| Anno | Vincitore      | Finalista          | Risultato | Stagione  | Glasgow |
| ---- | -------------- | ------------------ | --------- | --------- | ------- |
| 2010 | Neil Robertson | Ronnie O'Sullivan  | 5 - 1     | 2010-2011 | Glasgow |
| 2012 | Mark Allen     | Stephen Lee        | 10 - 1    | 2011-2012 | Haikou  |
| 2013 | Mark Allen     | Matthew Stevens    | 10 - 4    | 2012-2013 | Haikou  |
| 2014 | Shaun Murphy   | Mark Selby         | 10 - 6    | 2013-2014 | Haikou  |
| 2016 | Ali Carter     | Joe Perry          | 10 - 8    | 2016-2017 | Yushan  |
| 2017 | Ding Junhui    | Kyren Wilson       | 10 - 3    | 2017-2018 | Yushan  |
| 2018 | Mark Williams  | David Gilbert      | 10 - 9    | 2018-2019 | Yushan  |
| 2019 | Judd Trump     | Thepchaiya Un-Nooh | 10 - 5    | 2019-2020 | Yushan  |

## Finalisti
| N° | Giocatore          | Vittorie | Finali perse | Totale |
| -- | ------------------ | -------- | ------------ | ------ |
| 1  | Mark Allen         | 2        | 0            | 2      |
| 2  | Neil Robertson     | 1        | 0            | 1      |
| 3  | Shaun Murphy       | 1        | 0            | 1      |
| 4  | Ali Carter         | 1        | 0            | 1      |
| 5  | Ding Junhui        | 1        | 0            | 1      |
| 6  | Mark Williams      | 1        | 0            | 1      |
| 7  | Judd Trump         | 1        | 0            | 1      |
| 8  | Ronnie O'Sullivan  | 0        | 1            | 1      |
| 9  | Stephen Lee        | 0        | 1            | 1      |
| 10 | Matthew Stevens    | 0        | 1            | 1      |
| 11 | Mark Selby         | 0        | 1            | 1      |
| 12 | Joe Perry          | 0        | 1            | 1      |
| 13 | Kyren Wilson       | 0        | 1            | 1      |
| 14 | David Gilbert      | 0        | 1            | 1      |
| 15 | Thepchaiya Un-Nooh | 0        | 1            | 1      |

## Finalisti per nazione
| N° | Nazione          | Vittorie | Finali perse | Totale |
| -- | ---------------- | -------- | ------------ | ------ |
| 1  | Inghilterra      | 3        | 6            | 9      |
| 2  | Irlanda del Nord | 2        | 0            | 2      |
| 3  | Galles           | 1        | 1            | 2      |
| 4  | Australia        | 1        | 0            | 1      |
| 5  | Cina             | 1        | 0            | 1      |
| 6  | Thailandia       | 0        | 1            | 1      |